# Венгерский высоколётный голубь
Венгерский высоколетный — Венгерская порода голубей. 

## Общее впечатление
Цвет и рисунок оперения Венгерских высоколётных голубей довольно разнообразный. У них довольно простой внешний вид и крепкое телосложение с хорошо развитой мускулатурой. Голуби средней величины, сильные, темпераментные.

## Полет
Эти голуби высоко и долго летают по 8-10 часов. Поднимаются и стоят на крыле. В полёте поднимаются до высоты, недостигаемой человеческим глазом.

## Содержание
Венгерские высоколётные очень хорошо насиживают и выкармливают птенцов, поэтому их иногда используют в качестве кормилок для коротко-клювых голубей. Эти голуби неприхотливы к условиям содержания и кормам, но лучше, если они будут получать лёгкие корма, не способствующие ожирению. Венгерские высоколётные обладают хорошей памятью и чувством ориентации, плохо приживаются в чужой голубятне и могут возвращаться домой за десятки километров. 